# آلفرد دابسن
آلفرد دابسن (به انگلیسی: Alfred Thomas Carrick Dobson) (زادهٔ ۱۸۵۸ - درگذشته ۲۲ اکتبر ۱۹۳۲) بازیکن فوتبال اهل انگلستان که سابقهٔ بازی در تیم ملی فوتبال انگلستان را در کارنامهٔ خود دارد. وی در تاریخ ۱۸ فوریه ۱۸۸۲ نخستین بازی ملی خود را در مقابل تیم ملی فوتبال ایرلند انجام داد و با حضور در ۴ بازی ملی، در تاریخ ۱۷ مارس ۱۸۸۴ واپسین بازی ملی‌اش را در برابر تیم ملی فوتبال ولز برگزار کرد.